# 陈修园墓
陈修园墓，位于中国福建省福州市长乐区江田镇环山村，为一个省级文物保护单位，类型为古墓葬，为第二批福建省文物保护单位，公布时间为1985年10月11日。
陈修园墓的历史年代为清。